# CECAFA Women’s Championship
Das CECAFA Women’s Championship (seltener auch CECAFA Women’s Cup; deutsch Frauen-Fußballmeisterschaft des östlichen Afrika) ist ein Fußballturnier, das vom Fußballverband von Ost- und Zentralafrika, CECAFA, organisiert wird. Es wurde 2016 als Pendant für den CECAFA Cup (der Herren) ins Leben gerufen.

## Geschichte
Das erste Turnier wurde bereits 1986 in Sansibar ausgetragen und von der gastgebenden Mannschaft gewonnen. Danach gab es in den nächsten dreißig Jahren kein Turnier mehr. Der Versuch, die Frauenmeisterschaft in der CECAFA-Region wiederzubeleben, wurde im Oktober 2007 in Sansibar unternommen, aber das Turnier wurde abgesagt und nie ausgetragen. Die nächste Auflage wurde dann für 2016 vorgeschlagen und in Uganda ausgespielt. Seither findes das Turnier regelmäßig statt.

## Ergebnisse
| Ausgabe | Jahr | Gastgeber |                                        | Finale                                 | Finale                                 | Finale                                 |                                        | Spiel um Dritten Platz                 | Spiel um Dritten Platz                 | Spiel um Dritten Platz |
| Ausgabe | Jahr | Gastgeber | Sieger                                 | Tore                                   | 2. Platz                               | 3. Platz                               | Tore                                   | 4. Platz                               |                                        |                        |
| X       | 1986 | Sansibar  | Sansibar                               |                                        |                                        |                                        |                                        |                                        |                                        |                        |
| 1       | 2016 | Uganda    | Tansania                               | 2:1                                    | Kenia                                  | Äthiopien                              | 4:1                                    | Uganda                                 |                                        |                        |
| 2       | 2018 | Ruanda    | Tansania                               | Round Robin                            | Uganda                                 | Äthiopien                              | Round Robin                            | Kenia                                  |                                        |                        |
| 3       | 2019 | Tansania  | Kenia                                  | 2:0                                    | Tansania                               | Uganda                                 | 2:0                                    | Burundi                                |                                        |                        |
| 4       | 2021 | Dschibuti | abgesagt wegen des Umbaus des Stadions | abgesagt wegen des Umbaus des Stadions | abgesagt wegen des Umbaus des Stadions | abgesagt wegen des Umbaus des Stadions | abgesagt wegen des Umbaus des Stadions | abgesagt wegen des Umbaus des Stadions | abgesagt wegen des Umbaus des Stadions |                        |
| 4       | 2022 | Uganda    | Uganda                                 | 3:1                                    | Burundi                                |                                        | Äthiopien                              | 2:1                                    | Tansania                               |                        |